# Labeaume (Ardèche)
Pour les articles homonymes, voir Labeaume.
Ne doit pas être confondu avec Pont-de-Labeaume.
Labeaume est une commune française, située dans le département de l'Ardèche en région Auvergne-Rhône-Alpes.
Ses habitants sont appelés les Labeaumois et les Labeaumoises.

## Géographie

### Situation et description
Rattachée à la communauté de communes des Gorges de l'Ardèche, Labeaume est une commune à l'aspect essentiellement rural de la partie méridionale du département de l'Ardèche.

### Communes limitrophes
Labeaume est limitrophe de sept communes, toutes situées dans le département de l'Ardèche :
Les communes limitrophes sont Chauzon, Joyeuse, Laurac-en-Vivarais, Montréal, Rosières, Ruoms et Saint-Alban-Auriolles.

### Géologie et relief
Le plateau calcaire des Grads descend en falaises abruptes vers la rivière de la Baume, et le village s'accroche à ces pentes escarpées. Les faïsses, terrasses comme des jardins suspendus nichés dans de petits espaces, sont une des curiosités de la région. De nombreuses cavités (baumes) ont servi d'habitats troglodytes.

### Climat
Pour des articles plus généraux, voir Climat d'Auvergne-Rhône-Alpes et Climat de l'Ardèche.
En 2010, le climat de la commune est de type climat méditerranéen altéré, selon une étude du CNRS s'appuyant sur une série de données couvrant la période 1971-2000. En 2020, Météo-France publie une typologie des climats de la France métropolitaine dans laquelle la commune est exposée à un climat de montagne ou de marges de montagne et est dans la région climatique Provence, Languedoc-Roussillon, caractérisée par une pluviométrie faible en été, un très bon ensoleillement (2 600 h/an), un été chaud (21,5 °C), un air très sec en été, sec en toutes saisons, des vents forts (fréquence de 40 à 50 % de vents > 5 m/s) et peu de brouillards.
Pour la période 1971-2000, la température annuelle moyenne est de 13,4 °C, avec une amplitude thermique annuelle de 17,7 °C. Le cumul annuel moyen de précipitations est de 981 mm, avec 7,2 jours de précipitations en janvier et 3,9 jours en juillet. Pour la période 1991-2020, la température moyenne annuelle observée sur la station météorologique de Météo-France la plus proche, sur la commune de Grospierres à 5 km à vol d'oiseau, est de 13,9 °C et le cumul annuel moyen de précipitations est de 1 094,7 mm,. Pour l'avenir, les paramètres climatiques de la commune estimés pour 2050 selon différents scénarios d'émission de gaz à effet de serre sont consultables sur un site dédié publié par Météo-France en novembre 2022.

### Hydrographie
L'Ardèche et ses affluents, la Beaume et la Ligne servent de limites communales au sud et à l'ouest du village, notamment avec la commune de Ruoms.

### Voies de communication
Le territoire communal est traversé par les routes départementales RD 345 et RD4.

## Urbanisme

### Typologie
Au 1er janvier 2024, Labeaume est catégorisée commune rurale à habitat dispersé, selon la nouvelle grille communale de densité à 7 niveaux définie par l'Insee en 2022.
Elle appartient à l'unité urbaine de Ruoms, une agglomération intra-départementale dont elle est une commune de la banlieue,. La commune est en outre hors attraction des villes,.

### Occupation des sols
L'occupation des sols de la commune, telle qu'elle ressort de la base de données européenne d’occupation biophysique des sols Corine Land Cover (CLC), est marquée par l'importance des forêts et milieux semi-naturels (92,6 % en 2018), en diminution par rapport à 1990 (97 %). La répartition détaillée en 2018 est la suivante : 
milieux à végétation arbustive et/ou herbacée (67,6 %), forêts (25 %), zones agricoles hétérogènes (4,6 %), espaces verts artificialisés, non agricoles (2,8 %).
L'évolution de l’occupation des sols de la commune et de ses infrastructures peut être observée sur les différentes représentations cartographiques du territoire : la carte de Cassini (XVIIIe siècle), la carte d'état-major (1820-1866) et les cartes ou photos aériennes de l'IGN pour la période actuelle (1950 à aujourd'hui).

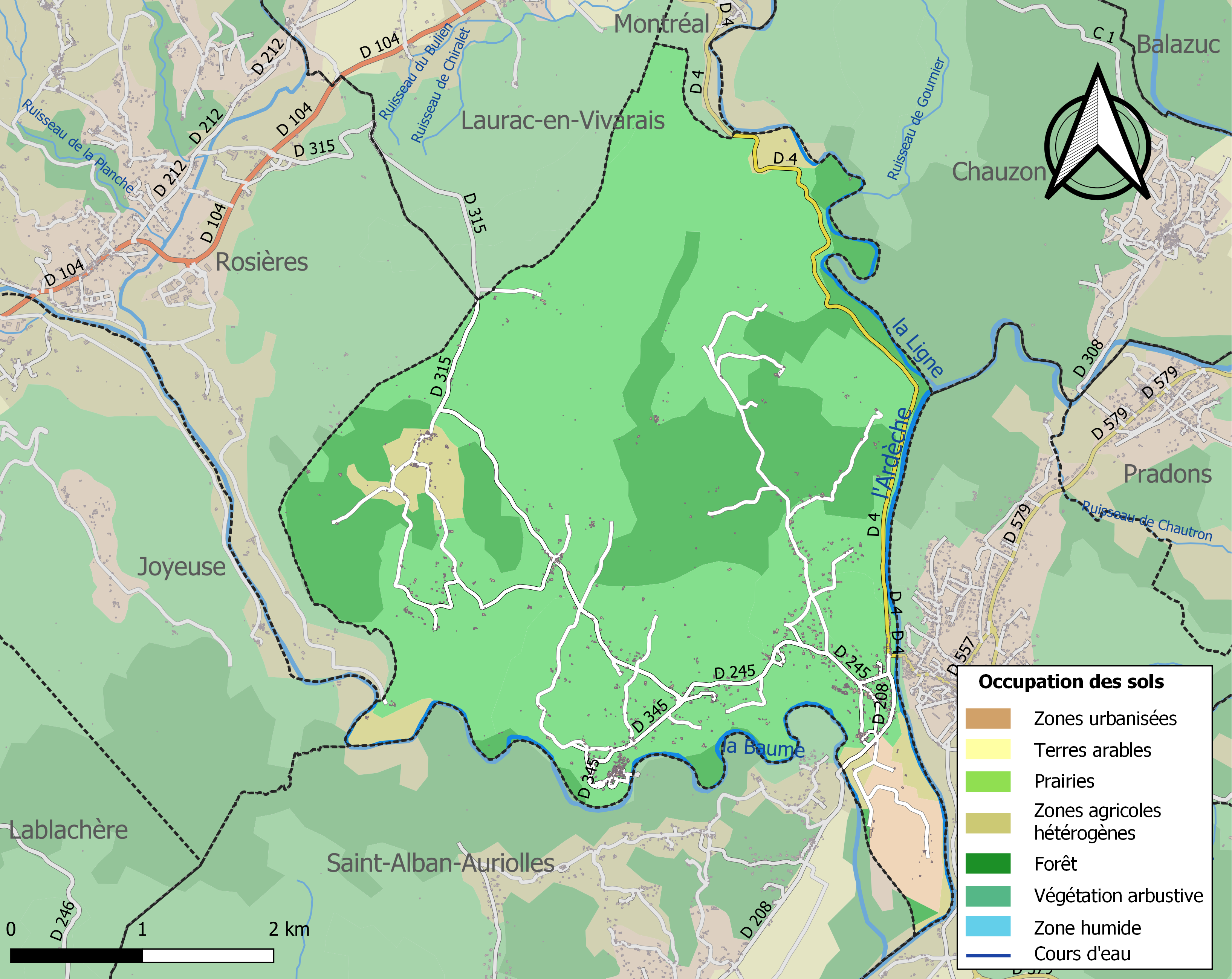
Carte des infrastructures et de l'occupation des sols de la commune en 2018 (CLC).

### Risques naturels

#### Risques sismiques
L'ensemble du territoire de la commune de Labeaume est situé en zone de sismicité no 2 dite faible (sur une échelle de 5), comme la plupart des communes situées sur le plateau et la montagne ardéchoise, mais à proximité de la zone de sismicité no 3, dite modérée, située plus à l'est et correspondant la vallée du Rhône.
| Type de zone | Niveau           | Définitions (bâtiment à risque normal) |
| ------------ | ---------------- | -------------------------------------- |
| Zone 2       | Sismicité faible | accélération = 1,1 m/s2                |

### Lieux-dits, hameaux et écarts
Les lieux-dits suivis d'une astérisque sont situés à l'écart de la route indiquée.
A
- L'Abeille**,            Chmin de Chapiat
- Les Ayguières,          Chmin des Ayguières

B
- La Bigournette,         D245
- le Bois Saint Martin,   Chmin du Bois Saint Martin
- Boudon,                 D345
- La Buissière*,          D245

C
- Champ Lautier*,         D245
- Champrenard,            Chmin de Chapiat
- Chapias,            Chmin de Chapiat
- Chazalis,               Chmin de Chazalis
- Combe Gélade,           Chmin de Chapiat
- Croix de Cavagnac,      Chmin de Chapiat
- Croix de Mission,       Chmin de Chapiat

F
- Faveyrolle,             Chmin de Faveyrolle
- Le Fabrou,              Chmin du Fabrou
- Figeyren,               Chmin du Fabrou

G
- Gabiane*,               Chmin de Chapiat
- Gadret (en partie)*,    (accès par Rosières)
- ChamLa Grailleprenard*, Chmin de Chapiat

I
- L'Issart*,              D345

L
- Laurençon,              Chmin de Laurençon
- Les Lauzières,          Chmin du Fabrou
- Linsolas,               Chmin de Chazalis
- La Loubatière*,         D245

M
- Le Malpas*,             Chmin de Poucholle

P
- Peyroche*,              D208
- Piepas*,                Chmin du Fabrou
- La Plaine*,             Chmin de Chapiat
- Postfabre,              D245
- Poucholle,              Chmin de Poucholle
- Les Puech*,             D345

R
- Le Ranc de Bise*,       Chmin du Bois Saint Martin
- Le Ranc de Figère*,     Chmin du Bois Saint Martin
- Le Ranc Vidal*,         D245
- Le Rossignol,           Chmin de Chazalis

T
- La Téoule,              D345
- Les Tourettes*,         Chmin de Chapiat
- Le Trible,              Chmin du Fabrou
- La Tune*,               Chmin de Chapiat

## Histoire
En 1800, la commune de Auriolles est détachée de Labeaume. Elle n’est rattachée à Saint-Alban qu'en 1972.

## Politique et administration

### Tendances politiques et résultats
En mars 2014, les 15 sièges de conseillers municipaux sont pourvus au premier tour.

### Liste des maires
| Période                                  | Période                   | Identité             | Étiquette | Qualité             |
| ---------------------------------------- | ------------------------- | -------------------- | --------- | ------------------- |
| Les données manquantes sont à compléter. |                           |                      |           |                     |
| 7 août 1938                              | novembre 1953             | Fernand Chamontin    |           | Exploitant agricole |
| novembre 1953                            | mars 2008                 | Charles Isaac-Tourre | DVD       | Exploitant agricole |
| mars 2008                                | En cours (au 6 août 2020) | Gérard Marron,       | DVG       | Professeur          |

## Population et société

### Démographie
L'évolution du nombre d'habitants est connue à travers les recensements de la population effectués dans la commune depuis 1793. Pour les communes de moins de 10 000 habitants, une enquête de recensement portant sur toute la population est réalisée tous les cinq ans, les populations de référence des années intermédiaires étant quant à elles estimées par interpolation ou extrapolation. Pour la commune, le premier recensement exhaustif entrant dans le cadre du nouveau dispositif a été réalisé en 2004.

En 2022, la commune comptait 684 habitants, en évolution de +0,59 % par rapport à 2016 (Ardèche : +2,48 %, France hors Mayotte : +2,11 %).
| 1793  | 1800 | 1806 | 1821 | 1831 | 1836  | 1841  | 1846  | 1851  |
| ----- | ---- | ---- | ---- | ---- | ----- | ----- | ----- | ----- |
| 1 121 | 588  | 761  | 766  | 938  | 1 029 | 1 065 | 1 133 | 1 176 |

| 1856  | 1861  | 1866  | 1872  | 1876  | 1881 | 1886 | 1891 | 1896 |
| ----- | ----- | ----- | ----- | ----- | ---- | ---- | ---- | ---- |
| 1 216 | 1 059 | 1 173 | 1 193 | 1 029 | 948  | 917  | 840  | 837  |

| 1901 | 1906 | 1911 | 1921 | 1926 | 1931 | 1936 | 1946 | 1954 |
| ---- | ---- | ---- | ---- | ---- | ---- | ---- | ---- | ---- |
| 843  | 825  | 803  | 618  | 579  | 475  | 461  | 418  | 382  |

| 1962 | 1968 | 1975 | 1982 | 1990 | 1999 | 2004 | 2006 | 2009 |
| ---- | ---- | ---- | ---- | ---- | ---- | ---- | ---- | ---- |
| 341  | 346  | 357  | 405  | 455  | 493  | 486  | 506  | 607  |

| 2014 | 2019 | 2022 | - | - | - | - | - | - |
| ---- | ---- | ---- | - | - | - | - | - | - |
| 655  | 671  | 684  | - | - | - | - | - | - |

### Enseignement
La commune est rattachée à l'académie de Grenoble.

### Médias
La commune est située dans la zone de distribution de deux organes de la presse écrite :
- L'Hebdo de l'Ardèche

Il s'agit d'un journal hebdomadaire français basé à Valence et diffusé à Privas depuis 1999. Il couvre l'actualité de tout le département de l'Ardèche.
- Le Dauphiné libéré

Il s'agit d'un journal quotidien de la presse écrite française régionale distribué dans la plupart des départements de l'ancienne région Rhône-Alpes, notamment l'Ardèche. La commune est située dans la zone d'édition d'Aubenas - Privas - Vallée du Rhône.

### Cultes
L'église de Labeaume (propriété de la commune) et la communauté catholique sont rattachées à la paroisse Saint Martin du Sampzon, elle-même rattachée au diocèse de Viviers.

## Culture locale et patrimoine

### Lieux et monuments
- L’église Saint-Pierre-aux-liens ;
- Église Notre-Dame-de-la-Délivrance de Chapias ;
- Le pont submersible, construit en 1875[24] ;
- Le cadran solaire ;
- Maison Unal ;
- La fontaine du Sablas, construite en 1864 ;
- Les jardins suspendus du Récatadou[25],[26] ;
- Nécropole du Ranc de Figère ;
- Mas Daudet (maison de la mère d'Alphonse Daudet transformée en musée).

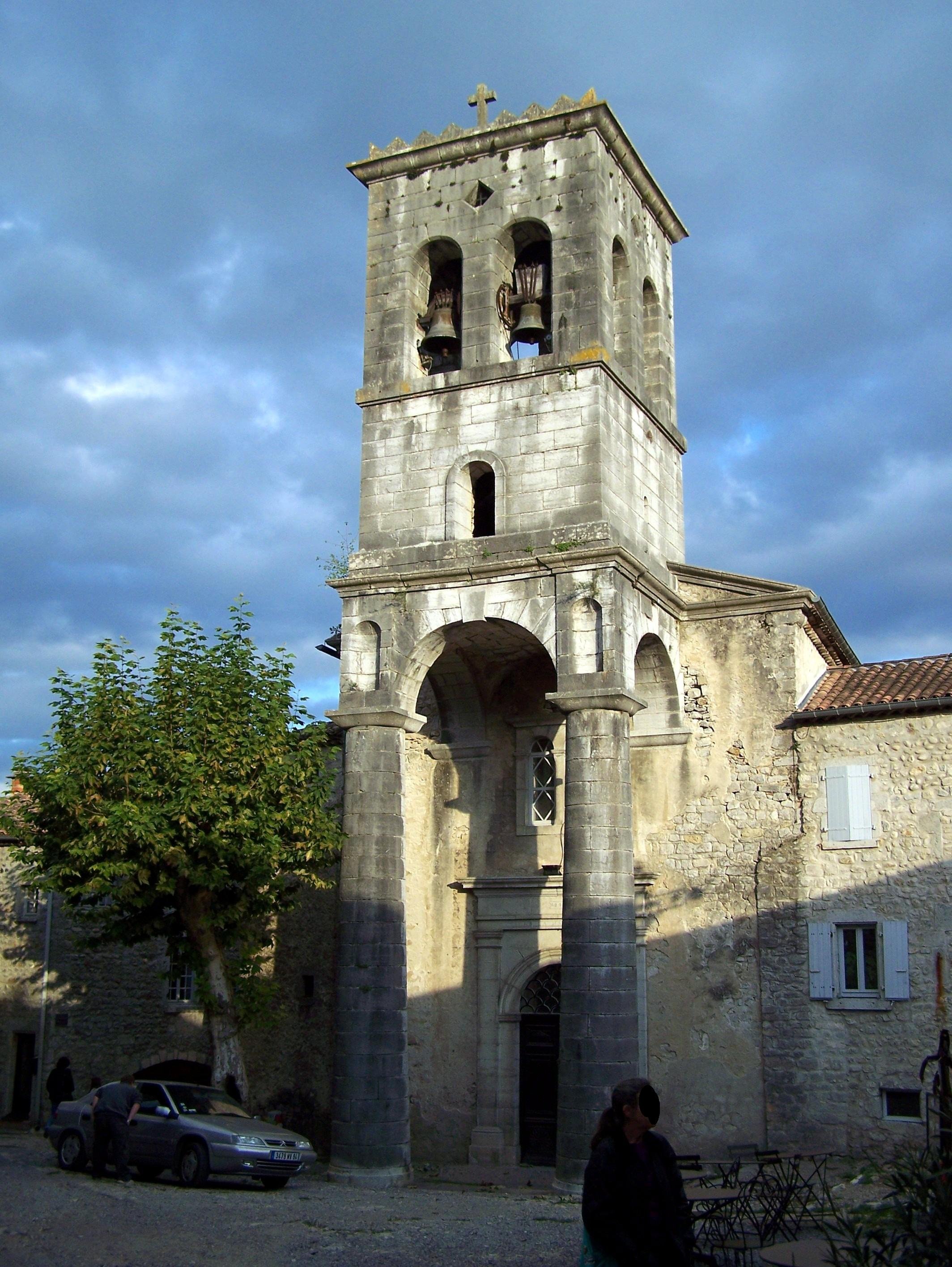
Église.
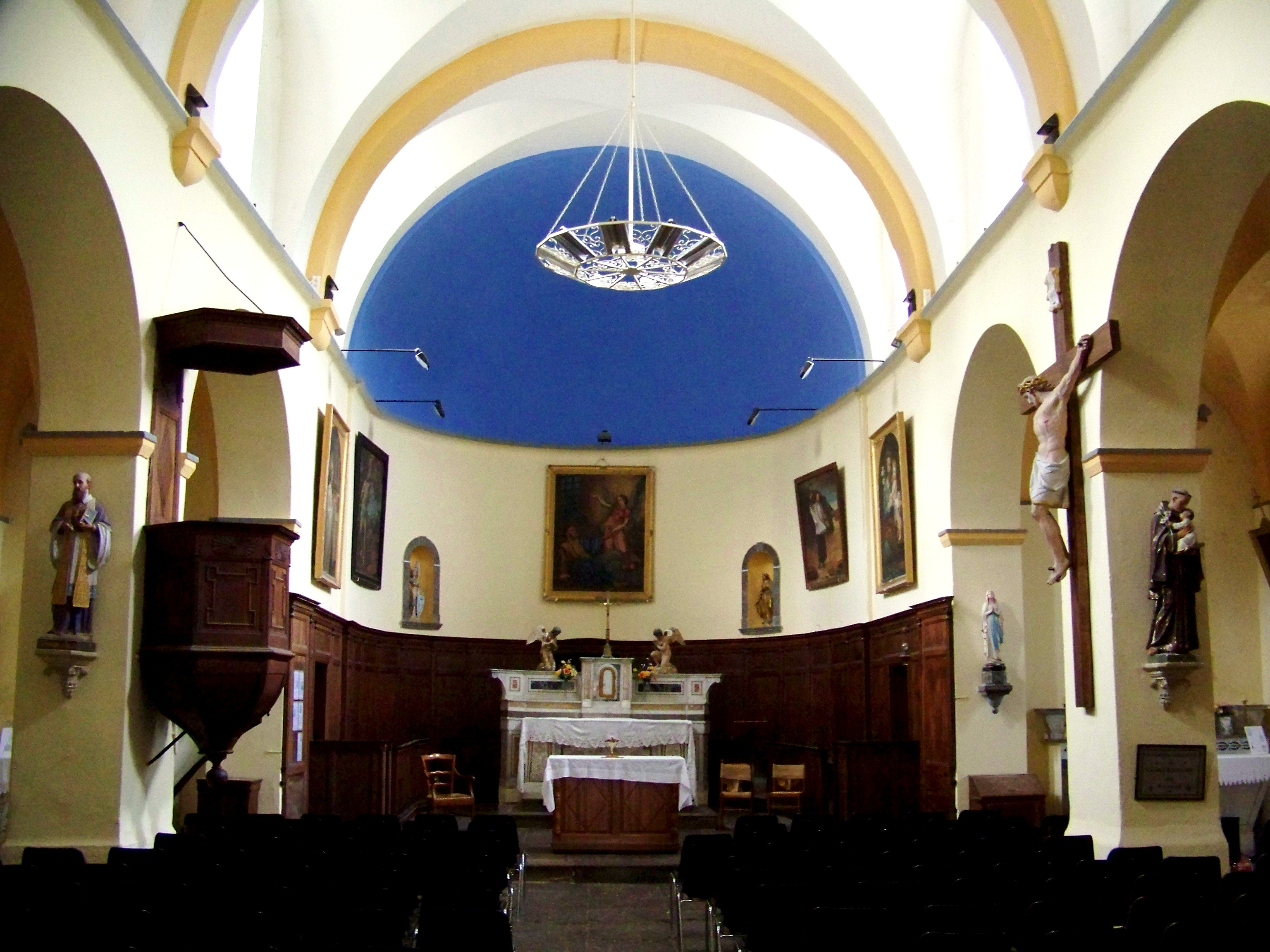
Chœur.
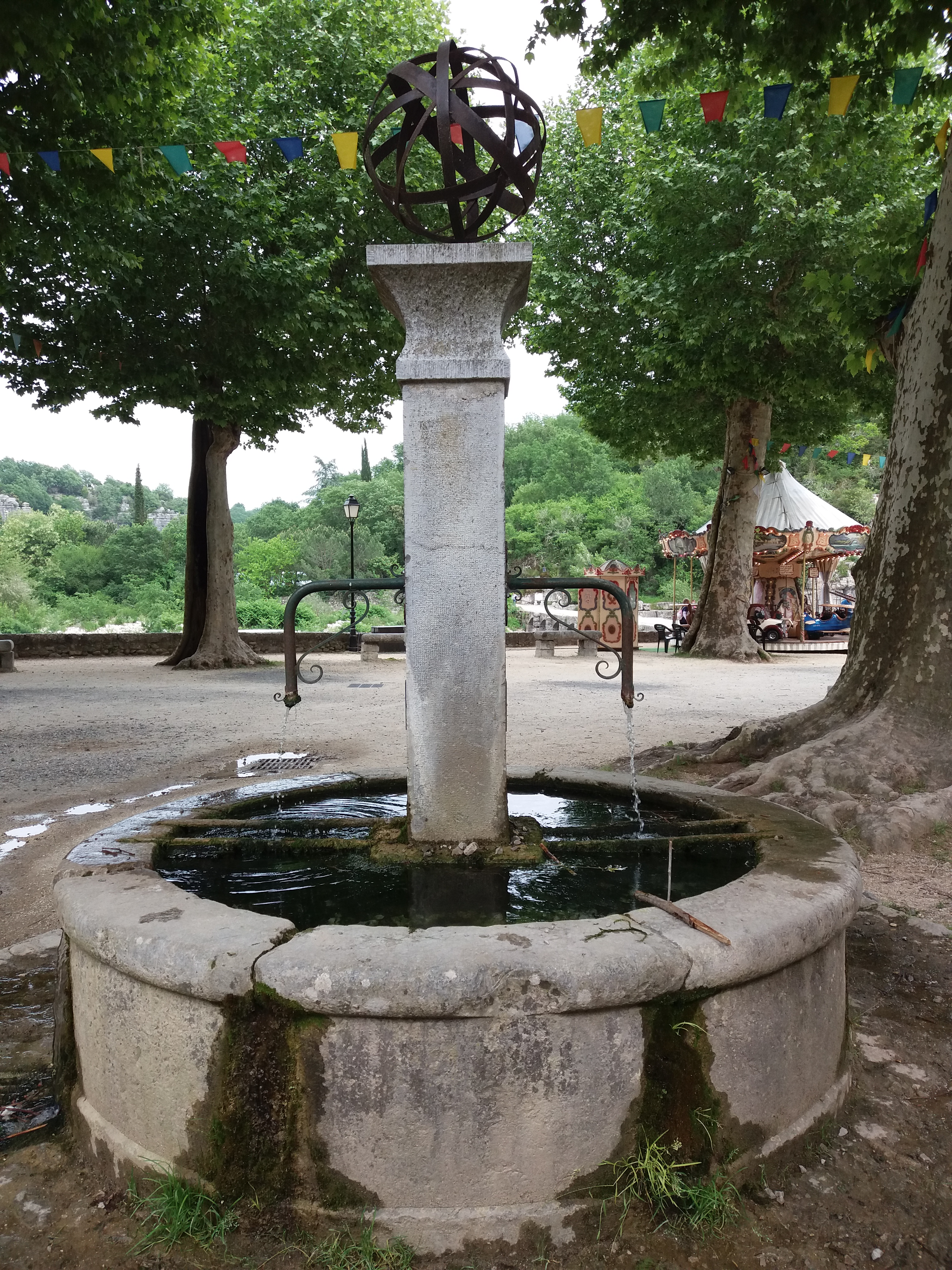
Fontaine.
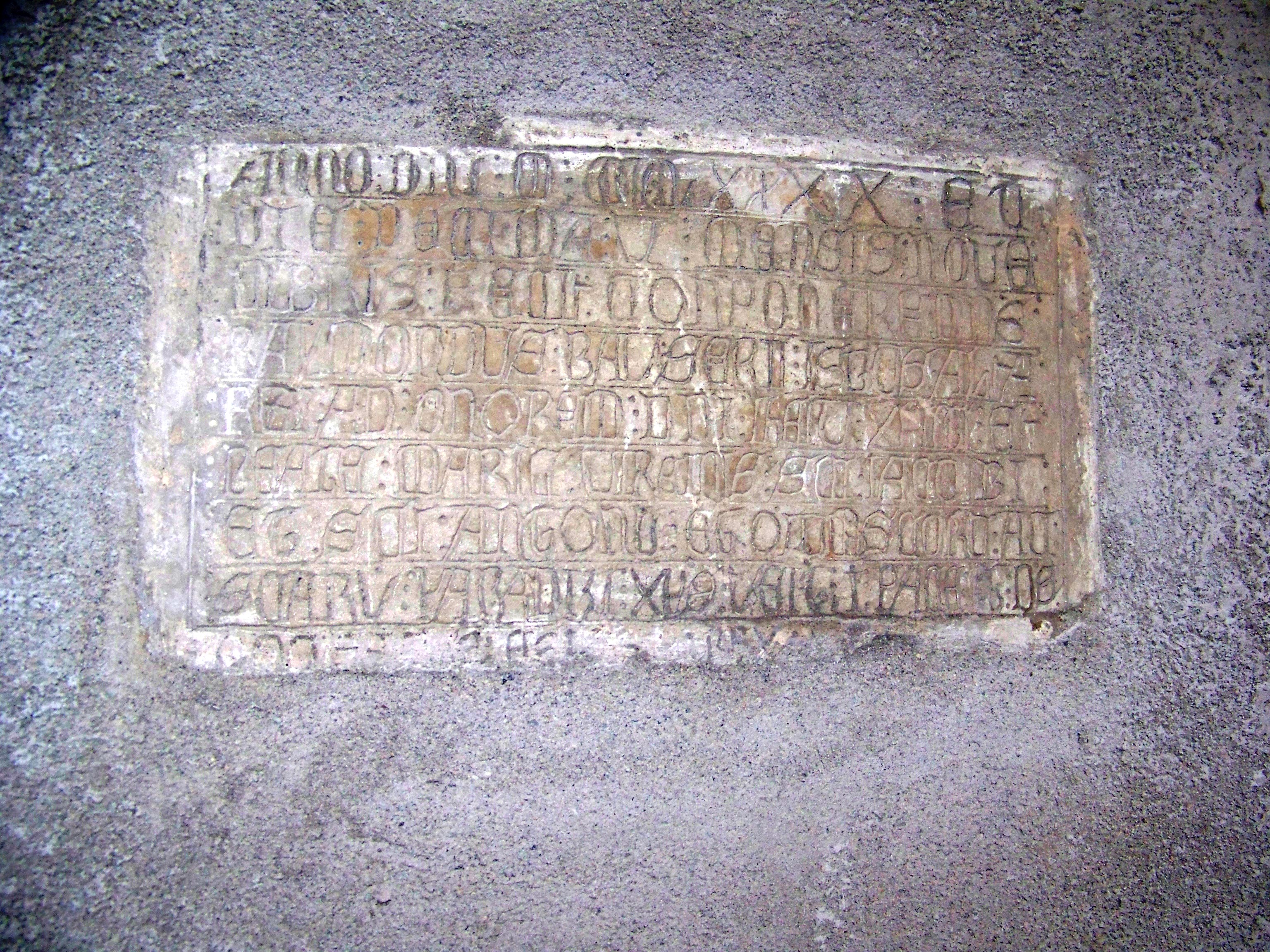
Plaque de 1340.
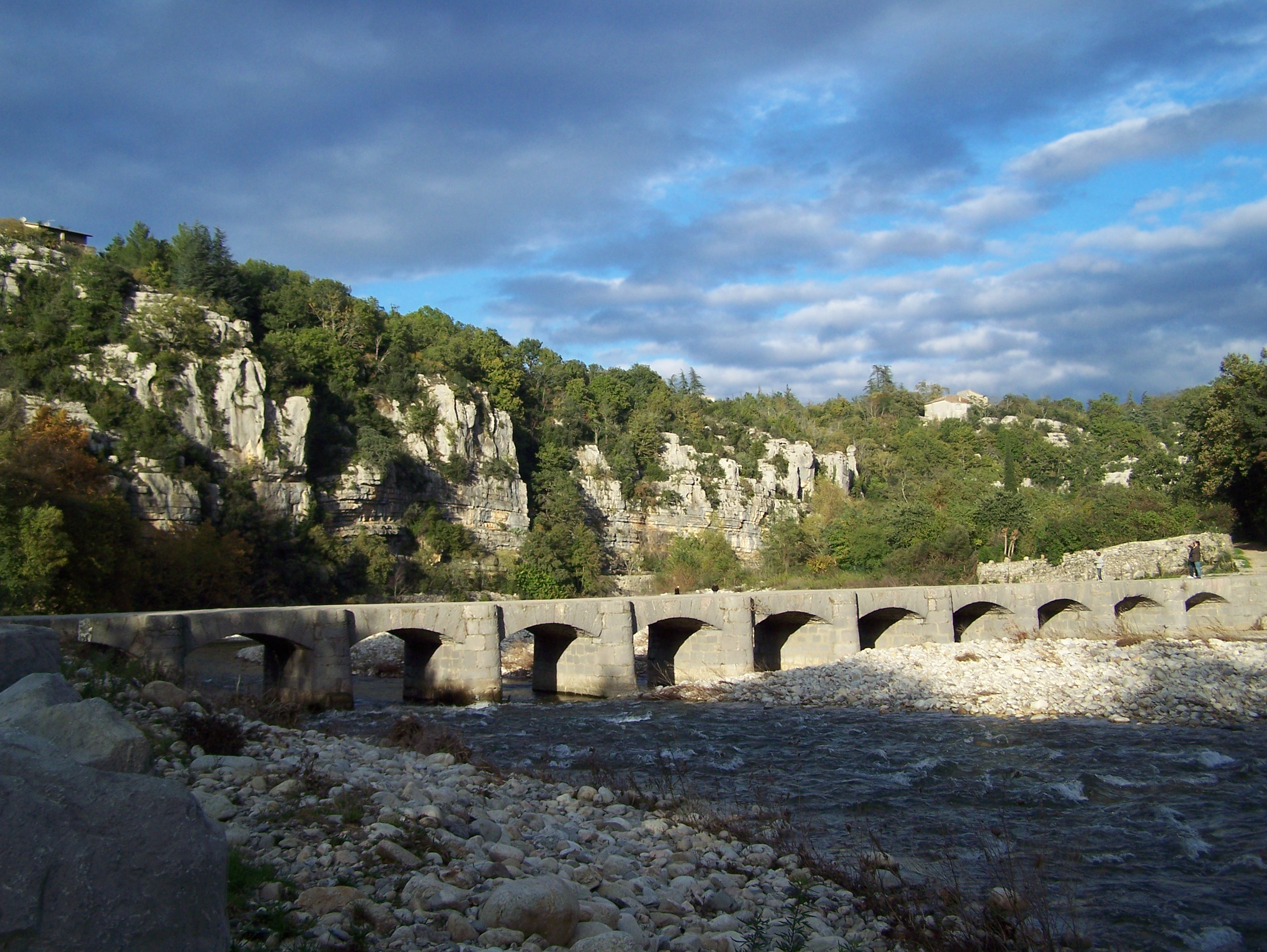
Pont submersible.
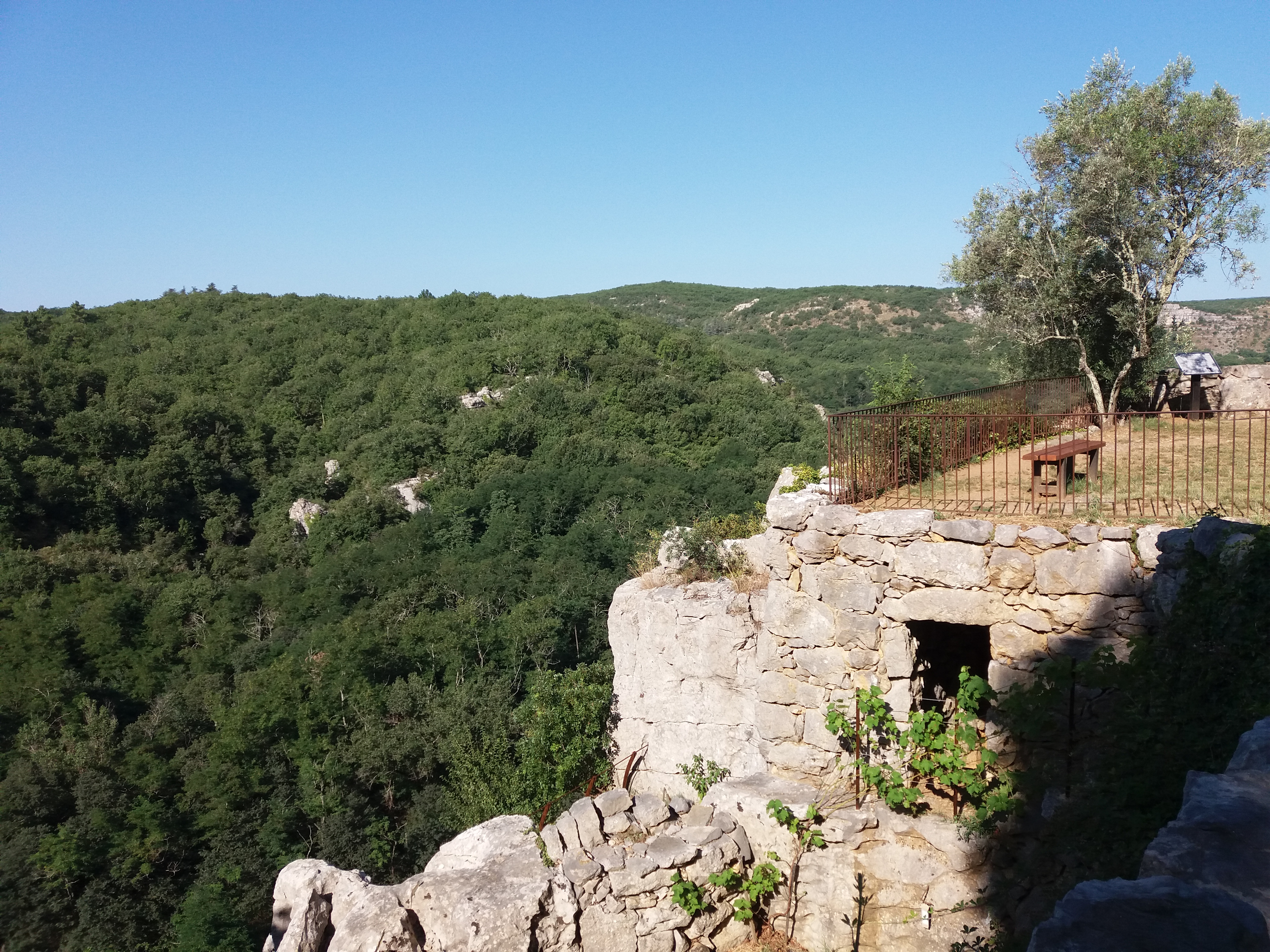
Jardins suspendus.
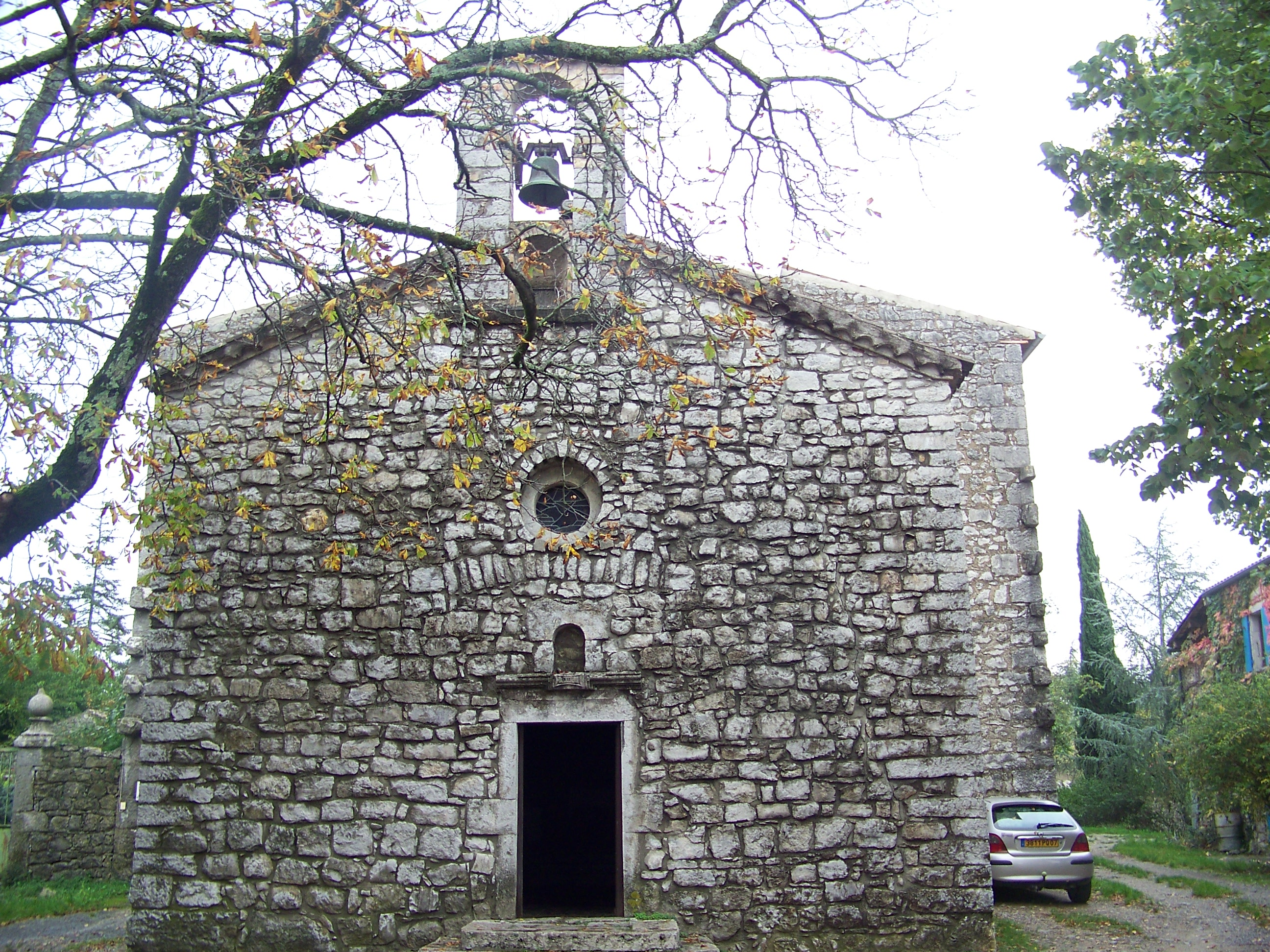
Église Notre-Dame-de-la-Délivrance de Chapias

### Activités culturelles
- Labeaume en Musiques, festival de musique classique créé en 1997, ayant eu pour invités Barbara Hendricks, Jordi Savall, Jean-François Zygel[27],[28]...
- L'Association « Dolmens et patrimoine »[29].

### Protection environnementale

#### Espaces protégés et gérés
La commune fait partie de l'espace protégé et géré de la « Rivière Ardèche », soumis à un Arrêté de protection de biotope passé le 7 juillet 1994.

#### ZNIEFF
Labeaume est concerné par sept zones naturelles d'intérêt écologique, faunistique et floristique (ZNIEFF) :
La ZNIEFF continentale de type 2 de l'« Ensemble fonctionnel formé par l’Ardèche et ses affluents (Ligne, Baume, Drobie, Chassezac…) », soit 22 630,21 ha, concerne 61 communes dont Labeaume et vise la rivière Ardèche, ses milieux annexes et ses principaux affluents dont la Ligne, la Baume, la Drobie, le Chassezac.
La ZNIEFF continentale de type 2 des « Plateaux calcaires des Gras et de Jastre ».
La ZNIEFF continentale de type 1 de la « Garrigue de la Beaume à la Ligne ».
La ZNIEFF continentale de type 1 des « Gorges de la Beaume » couvre 136,7 hectares sur le cours de la Beaume.
La ZNIEFF continentale de type 1 des « Vallées de l'Ardèche et de la Ligne aux environs de Ruoms ».

### Site d'intérêt communautaire
La commune est incluse dans la ZSC (Directive Habitat) de la « Moyenne vallée de l'Ardèche et ses affluents, pelouses du plateau des Gras ».

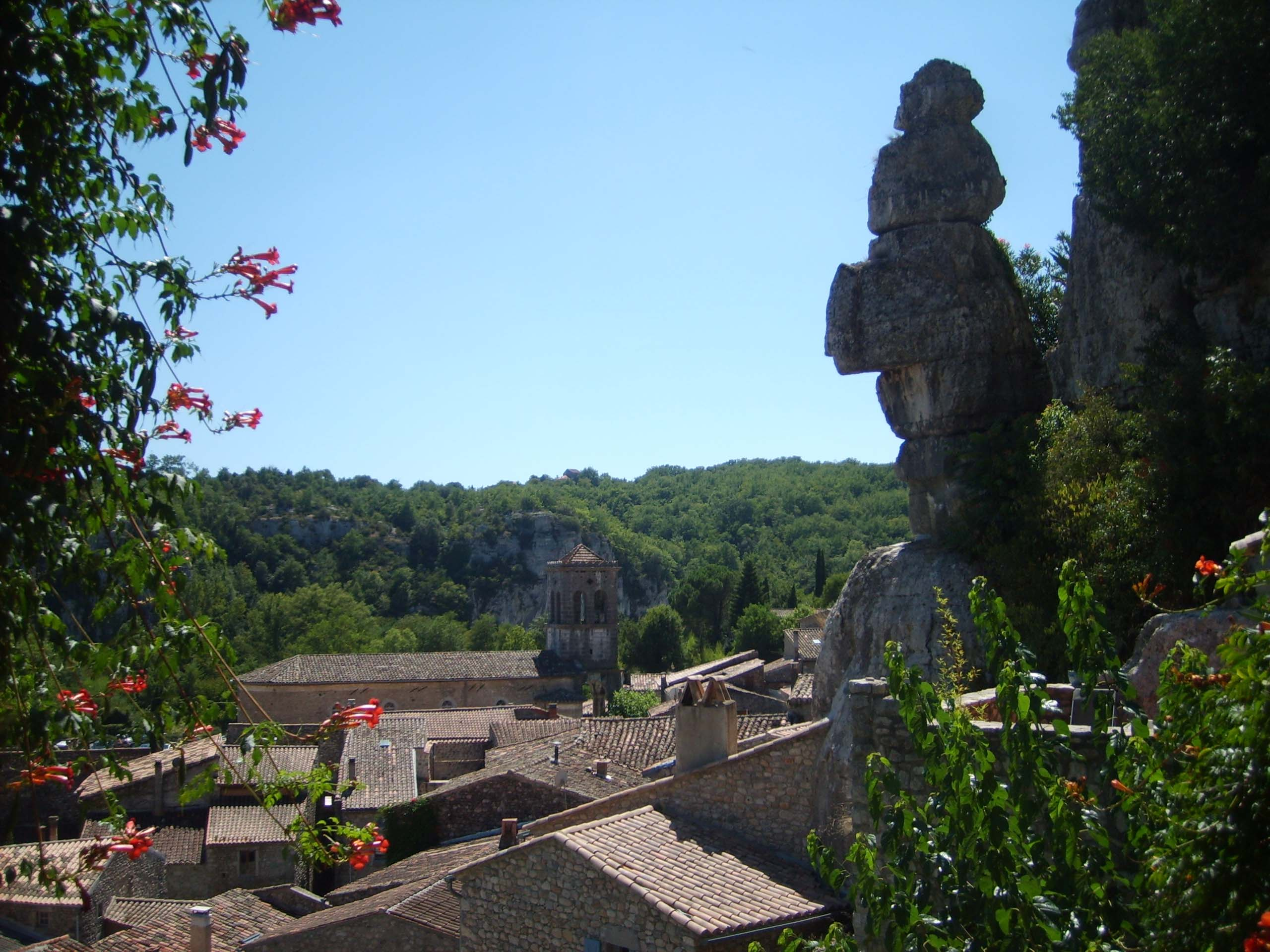
Les toits du village .

Panorama depuis le pont submersible sur La Beaume.

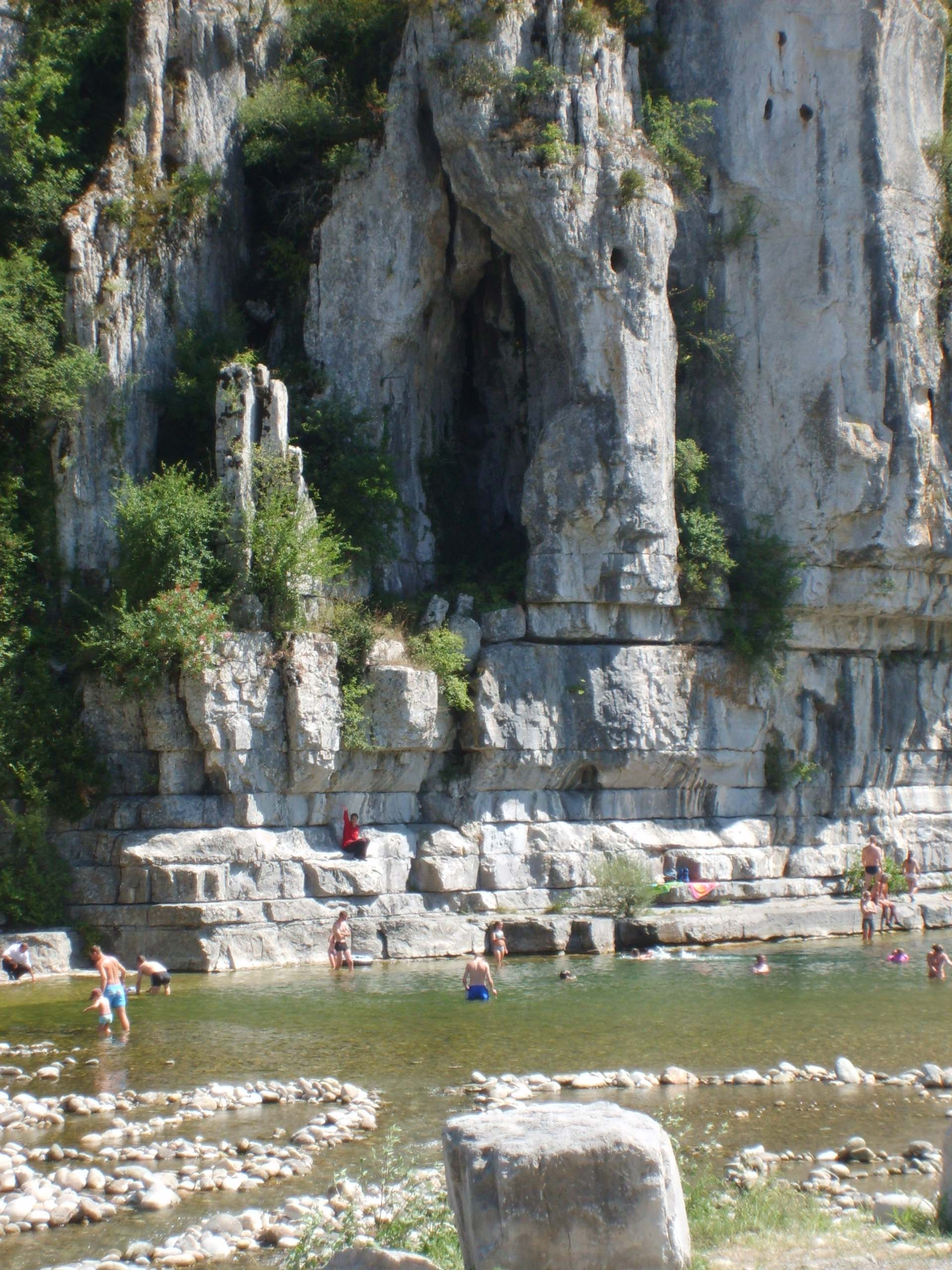
La falaise et la « plage ».

### Personnalités liées à la commune
- David Lan-Bar (1912-1997), artiste peintre abstrait né à Rave-Russkaye (Pologne), a beaucoup séjourné à Labeaume.
- Hanna Ben-Dov (1919-2009), artiste peintre née à Jérusalem, figure majeure de l'abstraction lyrique, a vécu à Labeaume.
- Paul Chemetov (1928-) architecte et son épouse Christine Soupault (1923-) possèdent une maison à Labeaume.
- Jacques Yankel (1920-2020), artiste peintre possédait une maison à Labeaume[37].

### Héraldique
| Blason de Labeaume | Blason  | D’argent aux trois pals de sable, au chef cousu d’azur chargé d’un soleil accosté d'une hamaide ondée à dextre et d’un dolmens à senestre, le tout d'or. |
| Blason de Labeaume | Détails | Le statut officiel du blason reste à déterminer. |